# Префікси одиниць вимірювання
Префікси одиниць вимірювання — префікси, призначені для формування та скороченого написання кратних та частинних одиниць вимірювання Міжнародної системи одиниць (SI). Всі затверджені префікси позначають тільки степені десяти і не повинні використовуватись для позначення степенів інших чисел.
Як невіддільна частина SI, ці префікси офіційно затверджуються Міжнародним бюро з мір та ваг.

## Префікси кратних одиниць
Кратні одиниці — одиниці, які в цілий степінь числа 10 перевищують основну одиницю вимірювання деякої фізичної величини. Міжнародна система одиниць SI рекомендує такі префікси для позначень кратних одиниць:
| Кратність | Префікс    | Префікс    | Позначення | Позначення | Приклад                 |
| Кратність | українське | міжнародне | українське | міжнародне | Приклад                 |
| --------- | ---------- | ---------- | ---------- | ---------- | ----------------------- |
| 101       | дека       | deca       | да         | da         | дал — декалітр          |
| 102       | гекто      | hecto      | г          | h          | га — гектар             |
| 103       | кіло       | kilo       | к          | k          | кг — кілограм           |
| 106       | мега       | mega       | М          | M          | МДж — мегаджоуль        |
| 109       | гіга       | giga       | Г          | G          | ГГц — гігагерц          |
| 1012      | тера       | tera       | Т          | T          | ТВ — теравольт          |
| 1015      | пета       | peta       | П          | P          | Пфлоп — петафлоп        |
| 1018      | екса       | exa        | Е          | E          | ЕеВ – ексаелектронвольт |
| 1021      | зета       | zetta      | З          | Z          | Збайт, ЗБ – зетабайт    |
| 1024      | йота       | yotta      | Й          | Y          | ЙВт – йотават           |
| 1027      | рона       | ronna      | Р          | R          | РК – ронакельвін        |
| 1030      | квета      | quetta     | Кв         | Q          | КвК – кветакельвін      |

## Префікси частинних одиниць
Частинні одиниці в цілий степінь числа 10 менші за встановлену одиницю вимірювання деякої величини. Міжнародна система одиниць (SI) рекомендує такі приставки для позначень частинних одиниць:
| Частка | Префікс    | Префікс    | Позначення | Позначення | Приклад            |
| Частка | українське | міжнародне | українське | міжнародне | Приклад            |
| ------ | ---------- | ---------- | ---------- | ---------- | ------------------ |
| 10−1   | деци       | deci       | д          | d          | дм — дециметр      |
| 10−2   | санти      | centi      | с          | c          | см — сантиметр     |
| 10−3   | мілі       | milli      | м          | m          | мм — міліметр      |
| 10−6   | мікро      | micro      | мк         | µ          | мкм — мікрометр    |
| 10−9   | нано       | nano       | н          | n          | нм — нанометр      |
| 10−12  | піко       | pico       | п          | p          | пФ — пікофарад     |
| 10−15  | фемто      | femto      | ф          | f          | фс — фемтосекунда  |
| 10−18  | ато        | atto       | а          | a          | ам – атометр       |
| 10−21  | зепто      | zepto      | з          | z          | зКл – зептокулон   |
| 10−24  | йокто      | yocto      | й          | y          | йс – йоктосекунда  |
| 10-27  | ронто      | ronto      | р          | r          | рм – ронтометр     |
| 10-30  | квекто     | quecto     | кв         | q          | квН – квектоньютон |

## Правила використання
- Назви всіх префіксів, якщо вони не починають речення, завжди пишуться з малої букви. Позначення кратних префіксів, крім кіло, гекто, дека, пишуться з великої букви, позначення всіх часткових префіксів завжди пишуться з малої букви.
- Префікс пишеться разом із назвою базової одиниці та утворює з нею одне слово. Так, наприклад, міліметр, мегават, мікрофарад — це завжди одне слово.
- Використання двох або більше префіксів підряд не дозволяється. Наприклад, величину 10−9 фарад необхідно позначати нанофарад, а не, наприклад, мікроміліфарад.
- Приєднанням префіксу до одиниці утворюється нова нерозривна одиниця. Ця нова одиниця може бути піднесена до додатного або від'ємного степеня та/або об'єднана з іншими одиницями для утворення складених одиниць.

```
Приклад:
          2,54
 
см³ = 2,54
 
(см)
3
 = 2,54
 
(10
-2
 
м)
3
 = 2,54·10
−6
 
м³
          1
 
см
−1
 = 1
 
(см)
−1
 = 1
 
(10
−2
 
м)
−1
 = 10
2
 
м
−1
 = 100
 
м
−1

          1
 
В/см = (1
 
В)/(10
−2
 
м) = 10
2
 
В/м = 100
 
В/м
```

- Якщо одиниця є добутком або відношенням одиниць, префікс або його позначення приєднують, як правило, до найменування або позначення першої одиниці: кПа·с/м (кілопаскаль-секунда на метр). Приєднувати префікс до другого множника добутку або до знаменника допускається лише в обґрунтованих випадках.

## Особливості застосування
Префікси обмежено використовуються з одиницями часу: кратні префікси взагалі не поєднуються з ними (ніхто не використовує «кілосекунду», хоча це формально і не заборонено), а частинні префікси приєднуються тільки до секунди (мілісекунда, мікросекунда і т. д.). Не допускається застосовувати з префіксами найменування і позначення таких одиниць SI: хвилина, година, доба (одиниці часу), градус, мінута, секунда (одиниці плоского кута), астрономічна одиниця, діоптрія і атомна одиниця маси.
Префікси, відповідні показникам степеня, що не діляться на 3 (гекто, дека, деци, санти), використовувати не рекомендується. Широко використовуються тільки сантиметр (що є основною одиницею в системі СГС) і децибел, меншою мірою — дециметр, а також гектар. У деяких країнах вино міряють декалітрами.

### Телекомунікації
Основна стаття: Двійкові префікси
У телекомунікаційній галузі, програмуванні та комп'ютерній індустрії широко використовуються кратні префікси кіло, мега, гіга, тера та інші для формування обсягів інформації кратних одиницям біт та байт. Ці одиниці інформації не є частиною системи SI.
На початку розвитку інформаційних технологій, у зв'язку з тим, що 210 = 1024 приблизно дорівнює 103 = 1000, префікси SI використовувались для позначення степенів двійки. Згодом, з широким поширенням комп'ютерів, ця розбіжність все частіше приводила до непорозумінь. Тому в 1999 році Міжнародна електротехнічна комісія ввела новий стандарт іменування префіксів, що позначають степінь двійки, та залишила за префіксами SI значення степенів числа 10.
Так, тепер 1 кілобайт дорівнює 1000 байтів, а величина 1024 байт позначається — 1 кібібайт. Префікси SI, в істинному значені — степені числа 10, як правило, широко використовуються для позначення швидкості передачі інформації: 10 Мбіт/с Ethernet позначають швидкість 10 000 000 біт/с, а не 10 485 760 біт/с.
Похибки, до яких може призвести помилкове тлумачення префіксів, наведені в таблиці:
| Префікс | Префікс | Десяткове значення | Двійкове значення | Похибка |
| ------- | ------- | ------------------ | ----------------- | ------- |
| k       | кіло    | 103 = 1000         | 210 = 1024        | 2,40 %  |
| M       | мега    | 106 = 10002        | 220 = 10242       | 4,86 %  |
| Г       | гіга    | 109 = 10003        | 230 = 10243       | 7,37 %  |
| T       | тера    | 1012 = 10004       | 240 = 10244       | 9,95 %  |